# Diplazon pectoratorius
Diplazon pectoratorius là một loài tò vò trong họ Ichneumonidae.